# SN 1997cq
SN 1997cq – supernowa typu IIn odkryta 2 czerwca 1997 roku w galaktyce UGC 10420. W momencie odkrycia miała maksymalną jasność 19,20m.